# Lourdes J. Cruz

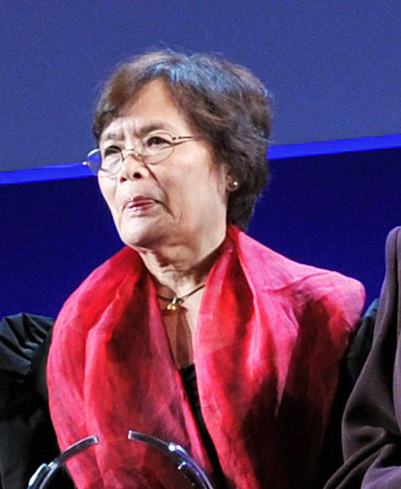
Lourdes J. Cruz

Lourdes J. Cruz (* 19. Mai 1942 in Tanza, Philippinen) ist eine philippinische Biochemikerin und Hochschullehrerin.  Sie ist emeritierte Professorin des Marine Science Institut der Universität der Philippinen. Ihre Forschung hat zum Verständnis der Biochemie toxischer Peptide aus dem Gift von Conus-Meeresschnecken beigetragen. Die Charakterisierung von über 50 biologisch aktiven Peptiden aus dem Schneckengift war zum Teil durch ihre Studien möglich geworden. Wissenschaftliche Erkenntnisse zu den in Schnecken gefundenen Peptiden finden Anwendung in diagnostischen Werkzeugen für Krebserkrankungen und in der Entwicklung von Medikamenten zur Behandlung neurologischer Erkrankungen. Sie hat auch zur Entwicklung von Conotoxinen beigetragen als Werkzeuge zur Untersuchung der Aktivität des menschlichen Gehirns. Ihre Beiträge zur Wissenschaft haben ihr mehrere Auszeichnungen und Anerkennungen eingebracht, darunter 2006 die Ernennung zum National Scientist of the Philippines.

## Leben und Werk
Cruz studierte Chemie an der University of the Philippines Diliman und erwarb 1962 ihren Bachelor-Abschluss. Ihre Diplomarbeit beschäftigte sich mit Trypsin-Inhibitoren, einem Protein, das Enzyme steuert, die an der Verdauung beteiligt sind. Direkt nach ihrem Abschluss und ihrer Approbation als Chemikerin arbeitete sie ein Jahr als wissenschaftliche Mitarbeiterin am International Rice Research Institute (IRRI). Sie absolvierte dann ein Aufbaustudium in Biochemie an der University of Iowa, während sie als wissenschaftliche Assistentin arbeitete. 1966 schloss sie ihr Master-Studium ab und promovierte 1968.
Nach ihrer Rückkehr auf die Philippinen autorisierte das IRRI sie als Assistant Biochemikerin. In ihrer neuen Funktion führte sie Studien zu biochemischen Faktoren durch, die den steigenden Proteingehalt von Reis beeinflussen. Nach ihrer Arbeit am IRRI absolvierte sie ein 5-monatiges Postdoc-Studium an der Kansas State University.
1970 forschte sie als Assistenzprofessorin in der Abteilung für Biochemie des College of Medicine der Universität der Philippinen (UP) und war von 1970 bis 1986 Vorsitzende der Abteilung. Von 1987 bis 2004 war sie als Forschungsprofessorin an der Fakultät für Biologie der University of Utah tätig. 2011 wurde sie Professorin am Marine Science Institute der Universität der Philippinen.

## Forschung zu Conus geographus
Cruz begann ihre Forschungen über Conus geographus, eine giftige Kegelschnecke, die in den Gewässern von Marinduque und Mindoro auf den Philippinen lebt und deren Stich beim Menschen zum Tod führen kann. Ihre Arbeit konzentrierte sich auf die Isolierung von Peptiden aus den Conotoxinen im Schneckengift. Sie untersuchte die Auswirkungen von Conotoxinen auf das zentrale Nervensystem und deren Zusammenhang mit Muskellähmung, Schläfrigkeit und mehr. Conotoxin-Peptide werden in großem Umfang als biochemische Sonden verwendet, um beispielsweise Kalziumkanäle in Neuronen zu testen und Muskelbewegungen zu verhindern, wenn Aktionen an Synapsen untersucht werden.

## Weitere Aktivitäten
Sie ist seit 1994 Präsidentin des Center for BioMolecular Science Foundation, einer vom DOST anerkannten Stiftung, die Biowissenschaften zum Schutz von Wäldern, Meeren und umliegenden Gemeinden anwendet. Darüber hinaus ist sie derzeit Projektleiterin für das Future Earth Philippines Program, ein Bemühen, nicht nachhaltige Praktiken wie Entwaldung, Zerstörung von Korallenriffen, Umweltverschmutzung und verantwortungslosen Bergbau und Landwirtschaft auf den Philippinen zu reduzieren.
2001 gründete sie den Rural Livelihood Incubator in Bataan, eine Initiative, die die Ausbildung armer ländlicher Gemeinden in Wissenschaft und Technologie unterstützt.

## Ehrungen und Auszeichnungen (Auswahl)
- 1981: NAST-Preis für herausragende junge Wissenschaftler[6]
- 1982: NRCP Achievement Award in Chemie
- 1986: Auszeichnung für herausragende Frauen im Dienste der Nation, TOWNS Foundation und Lions Club
- 1991: Professional Achievement Award in Biochemistry, Alumni Association der Universität der Philippinen
- 1993: Sven-Brohult-Preis, International Foundation Science
- 1994: Medal of Distinction (Forschung) - Philippine Society for Biochemistry and Molecular Biology
- 1996: 4 th IFS / Sven Brohult Awardee
- 1996: Herausragender Alumnus, Chemie-Alumni-Stiftung der Universität der Philippinen
- 2000: Gregorio Y. Zara Award in Basic Science, Philippine Association for Advancement of Science
- 2001: Service Award, Philippine Society for Biochemistry and Molecular Biology
- 2001: Herausragender ASEAN-Wissenschaftler- und Technologiepreis
- 2002: Gawad-Kanzlerpreis für Forschung
- 2006:  National Scientists, Präsident der Republik der Philippinen
- 2010: UNESCO-L’Oréal-Preis für Frauen in der Wissenschaft